# Absidia cuneospora
Absidia cuneospora är en svampart som beskrevs av G.F. Orr & Plunkett 1959. Absidia cuneospora ingår i släktet Absidia och familjen Mucoraceae.   Inga underarter finns listade i Catalogue of Life.